# Fride Hylander
Fride Bothild Hylander, född 2 februari 1898 i Raus, död 21 december 1988, var en svensk läkare.

## Biografi
Hylander tog studentexamen vid Norra Latin i Stockholm år 1919 och började vid Mediciniska fakulteten vid Uppsala universitet samma höst. Under hans studier i Uppsala och Stockholm tilldelades han ekonomiskt stöd från Evangeliska Fosterlandsstiftelsen. Han blev medicine licentiat 12 mars 1926. I maj 1926 gifte han sig med sjuksköterskan Naemi född Helgstrand. Den 18 juni 1926 reste de tillsammans ut som missionärer för Missionssällskapet Bibeltrogna Vänner för tjänst i Etiopien. Deras första station var Harar där de hade som uppdrag att uppföra ett nytt sjukhus som skulle ersätta den dåvarande, provisoriska byggnaden. Etiopiens regent Haile Selassie stod för tomten och ekonomiskt stöd. Sjukhusanläggningen stod klart år 1928 och döptes till Tafari Makonnens sjukhus. År 1930 flyttade familjen till Arussi där Hylander byggde upp en missionsstation inklusive rum för sjukvården. På grund av olika meningsmotsättningar bland missionärsgrupperna i Etiopien avgick Fride och Naemi Hylander ur missionstjänst 1932 och återvände till Sverige. Mellan 1933 och 1946 var Hylander verksam på olika svenska sjukhus.
Hylander återvände till Etiopien som chefsläkare för svenska Röda korsets abessiniensambulans 1935–1936. Han blev svårt skadad i ett italienskt flygbombanfall 30 december 1935. Mellan 1947 och 1965 var han verksam som rådgivare vid etiopiska hälsovårdsministeriet.
Medan hans verksamhet som missionsläkare, även yrkesvalet själv, var religiös motiverad, avstod han efter år 1932 från missionstjänsten; sjukvården blev hans huvuduppdrag.
Hylander utgav ett flertal böcker, bland annat: Ett år i tält (1935), I detta tecken (1936) och Crabatto (1980).
Han var äldsta barn till missionspastor Nils Johannesson Hylander och barnmorskan Edla Hylander (f. Hedberg) som själva hade varit verksamma som missionärer i Östafrika.